# 37683 Gustaveeiffel
37683 Gustaveeiffel este o planetă minoră (asteroid) din centura de asteroizi. A fost descoperită pe 19 mai 1995 la osservatorio Colleverde di Guidonia⁠(d) de Vincenzo Silvano Casulli⁠(d). 
Obiectul prezintă o orbită caracterizată de o semiaxă mare de 2,3391549 UAi, o excentricitate de 0,2, o înclinație de 3,80424 ° în raport cu ecliptica.